# Anomala mongolica
Anomala mongolica es una especie de escarabajo del género Anomala, familia Scarabaeidae. Fue descrita científicamente por Faldermann en 1835.
Esta especie se encuentra en varios países del continente asiático. 